# At War Records
At War Records war ein deutsches Independent-Label, für das auf Discogs nur Veröffentlichungen für die Jahre 1999 und 2000 hinterlegt sind. Das Tonträgerformat der Wahl war die Kompaktkassette.

## Diskografie
| Band                | Titel                     | Jahr | Katalog-Nr. | Typ   |
| ------------------- | ------------------------- | ---- | ----------- | ----- |
| Gernoth             | Damnation Introitus       | 1999 | WAR 001     |       |
| Judas Iscariot      | Heaven in Flames          | 1999 | WAR 002     |       |
| Hateful Agony       | Alcoholocaust             | 1998 | WAR 004     |       |
| Azaghal             | Mustamaa                  | 2000 | WAR 005     |       |
| Blasphemous Evil    | Priest Sodomy             | 1999 | WAR 006     |       |
| Tsjuder             | Atum Nocturnem            | 2000 | WAR 007     |       |
| Lugubre             | Kriich                    | 2000 | WAR 008     |       |
| Striid              | Inferno                   | 2000 | WAR 009     |       |
| Gernoth / Myrddraal | Cold Moon Over Kaltenberg | 2000 | WAR 010     | Split |